# Schienenverkehr in Österreich
Der Schienenverkehr hat in Österreich eine große Bedeutung. In der Europäischen Union ist Österreich das Land mit den meisten gefahrenen Bahnkilometern pro Einwohner (2019).
Nach dem Eisenbahngesetz 1957 wird in Österreich unterschieden nach Öffentlichen Eisenbahnen (Hauptbahnen, Nebenbahnen, Straßenbahnen) und Nicht-öffentlichen Eisenbahnen (Anschlussbahnen, Materialbahnen).
Bei Schienenbahnen sind 40.000 Mitarbeiter beschäftigt.

## Eisenbahn

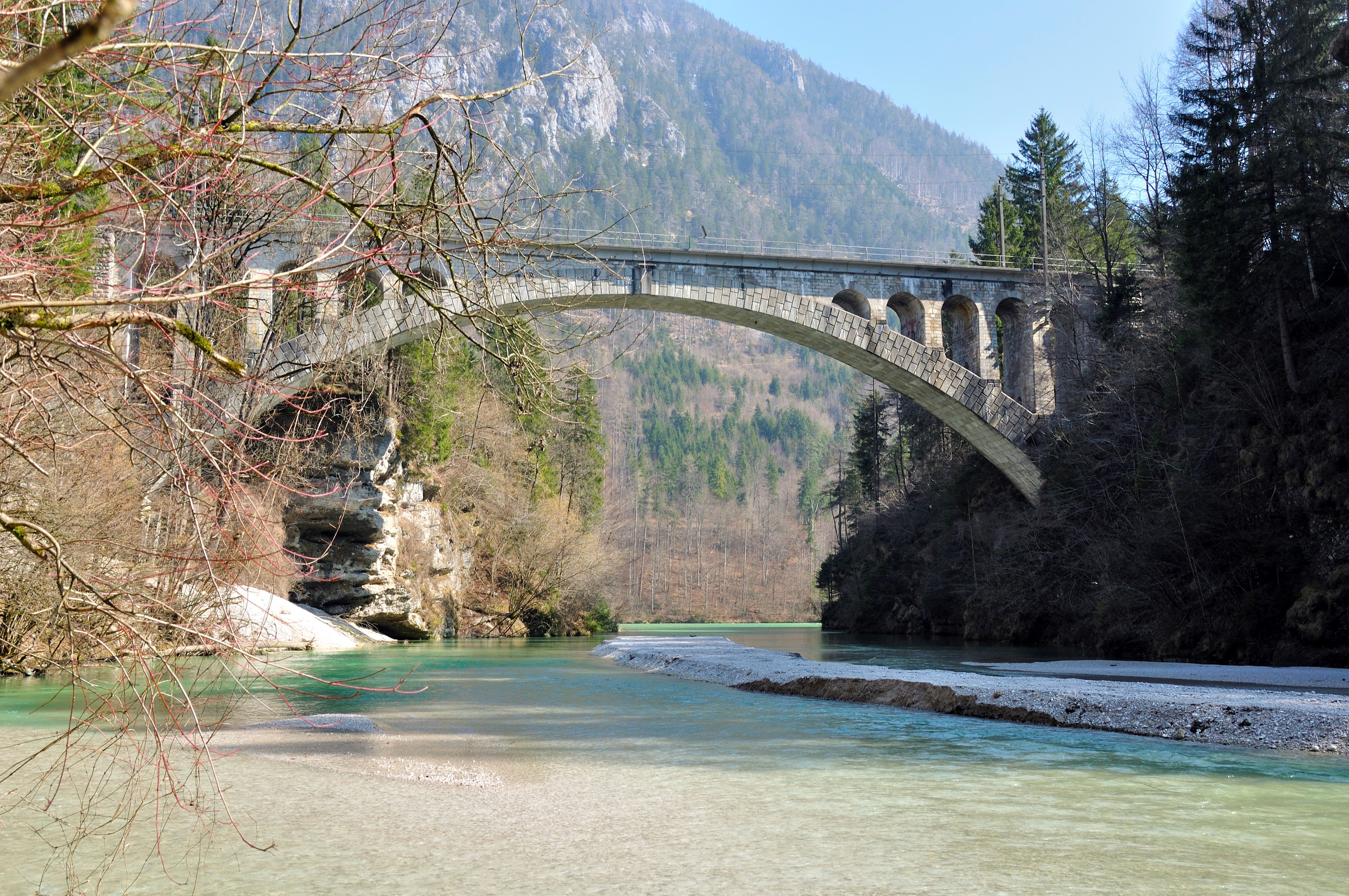
Klaus-Steyrling-Brücke Pyhrnbahn

### Geschichte
Am 23. November 1837 fuhr die erste Dampfeisenbahn in Österreich auf der 13 km langen Strecke der Kaiser Ferdinands-Nordbahn zwischen Floridsdorf und Deutsch Wagram.
Die Österreichische Bundesbahnen wurden 1923 gegründet.

### Rechtliche Rahmenbedingungen
Die rechtliche Basis für den Schienenverkehr in Österreich bildet das Eisenbahngesetz (EisbG) von 1957. Dieses Gesetz wurde seitdem mehrmals geändert und angepasst. Darauf aufbauend gelten u. a. die folgende Verordnungen:
- Eisenbahnverordnung (EisbVO)
- Eisenbahnbau- und -betriebsverordnung (EisbBBV)
- Eisenbahn-Kreuzungsverordnung (EisbKrV)
- Verordnung genehmigungsfreier Eisenbahn-Vorhaben (VgEV)
- Eisenbahn-Beförderungs- und Fahrgastrechtegesetz (EisbBFG)
- Eisenbahn-Eignungs- und Prüfungsverordnung (EisbEPV)
- Eisenbahnschutzvorschrift (EisbSV)
- Europarechtliche Vorgaben, wie z. B. Technische Spezifikationen für die Interoperabilität (TSI)

Die Sektion IV im Bundesministerium für Klimaschutz, Umwelt, Energie, Mobilität, Innovation und Technologie ist zuständig für:
- Verkehrsgenehmigung und -konzession
- Sicherheitsbescheinigung
- Inbetriebnahme von Schienenfahrzeugen gemäß EisbG
- Zulassung von Triebfahrzeugführern

Schienen-Control ist bei Streitigkeiten und zur Konfliktbehandlung zuständig. Außerdem überwacht sie die Einhaltung der Fahrgastrechte.
Unfällen und Störungen im Schienenverkehr werden in der Sicherheitsuntersuchungsstelle des Bundes untersucht.

### Streckennetz
Das größte Eisenbahninfrastrukturunternehmen ist die ÖBB-Infrastruktur AG. Es betreibt ein Streckennetz mit einer Betriebslänge von 4.871 km; siehe auch Liste. Es ist geplant, die Strecken des Kernnetzes zentral von fünf Betriebsführungszentralen zu steuern. Bis in die 2010er Jahre wurde das Netz der ÖBB von Links- auf Rechtsverkehr umgestellt. Ende 2020 waren 73,8 % der Bahnstrecken der ÖBB elektrifiziert. Bis 2030 soll der Elektrifizierungsgrad auf 85 Prozent angehoben werden; siehe auch Chronik. 90 % aller Verkehrsleistungen der ÖBB werden (Stand 2020) elektrisch angetrieben.

### Personenverkehr
Im Jahr 2020 wurden im Schienenverkehr ca. 192 Mio. Personen befördert. Ein Vergleich über die Jahre zeigt eine kontinuierlich steigende Entwicklung in der Personenbeförderung. Im Jahr 2020 sank bedingt durch die COVID-19-Pandemie die Anzahl der beförderten Personen im Vergleich zu 2019 um 39 %.
Der Marktanteil der privaten Eisenbahnverkehrsunternehmen liegt bei ungefähr 15 % (nach transportierten Personen) bzw. ungefähr 10 % (nach Verkehrsleistung).
Die ÖBB-Infrastruktur betreibt ungefähr 1000 Personenbahnhöfe und Haltepunkte. Weitere Bahnhöfe werden durch andere Eisenbahninfrastrukturunternehmen betrieben. Der meistfrequentierte Bahnhof Österreichs ist Wien Hauptbahnhof. Er wurde mehrfach als Schönster Bahnhof Österreichs ausgezeichnet.

### Güterverkehr
Der österreichische Schienengüterverkehr hat eine Transportleistung von jährlich 20 Milliarden Tonnenkilometern und hat damit einen überdurchschnittlichen Anteil am Modal Split von ungefähr 30 %.
Die Rail Cargo Austria ist das größte österreichische Gütertransportunternehmen im Schienenverkehr. Weitere große Eisenbahnverkehrsunternehmen sind Lokomotion, LTE Logistik- und Transport, CargoServ, TX Logistik Transalpine und Wiener Lokalbahnen Cargo.

### Schienenfahrzeuge
Im Jahr 2020 setzte sich der Schienenfahrzeugbestand aus 907 Elektrolokomotiven, 356 Diesellokomotiven, 12 Dampflokomotiven, 719 Triebwagen, 2322 Personenwagen und 17.511 Güterwagen zusammen.

## Straßenbahn
Nur aus einer Linie in Meterspur besteht die Straßenbahn Gmunden. Seit die Strecke 2018 zu einer Lokalbahn durchgebunden wurde, fahren die Züge seit 2018 als Traunseetram bis nach Vorchdorf.
Die Straßenbahn Graz wurde 1878 als normalspurige Pferdebahn eröffnet. Heute werden auf den inzwischen neun Linien jährlich rund 52 Millionen Fahrgäste befördert.
Die Straßenbahn Innsbruck verfügt über fünf Linien. Das meterspurige Netz wird auch von der Stubaitalbahn genutzt.
Das einzige Straßenbahnnetz in Österreich mit einer Spurweite von 900 mm hat die Straßenbahn Linz. Seit 2009 ist auch die Pöstlingbergbahn betrieblich in die Straßenbahn eingebunden.
Das mit 178 km größte Straßenbahnnetz hat die Straßenbahn Wien. Es gehört auch zu den größten Netzen weltweit.

## U-Bahn
Die 1978 eröffnete U-Bahn Wien ist die einzige U-Bahn in Österreich. Bei der Streckenlänge von 83 km wird es nicht bleiben, da derzeit die U-Bahn-Linie U5 (Wien) gebaut wird.
Keine echte U-Bahn ist die U-Bahn Serfaus, da sie nicht auf Schienen fährt. Pläne zum Bau einer U-Bahn Graz werden vermutlich nicht umgesetzt.

## Bergbahn
Es gibt eine große Anzahl von Standseilbahnen in Österreich, allerdings nur noch drei Zahnradbahnen: die Achenseebahn, die Schafbergbahn und die Schneebergbahn.

## Bahnindustrie

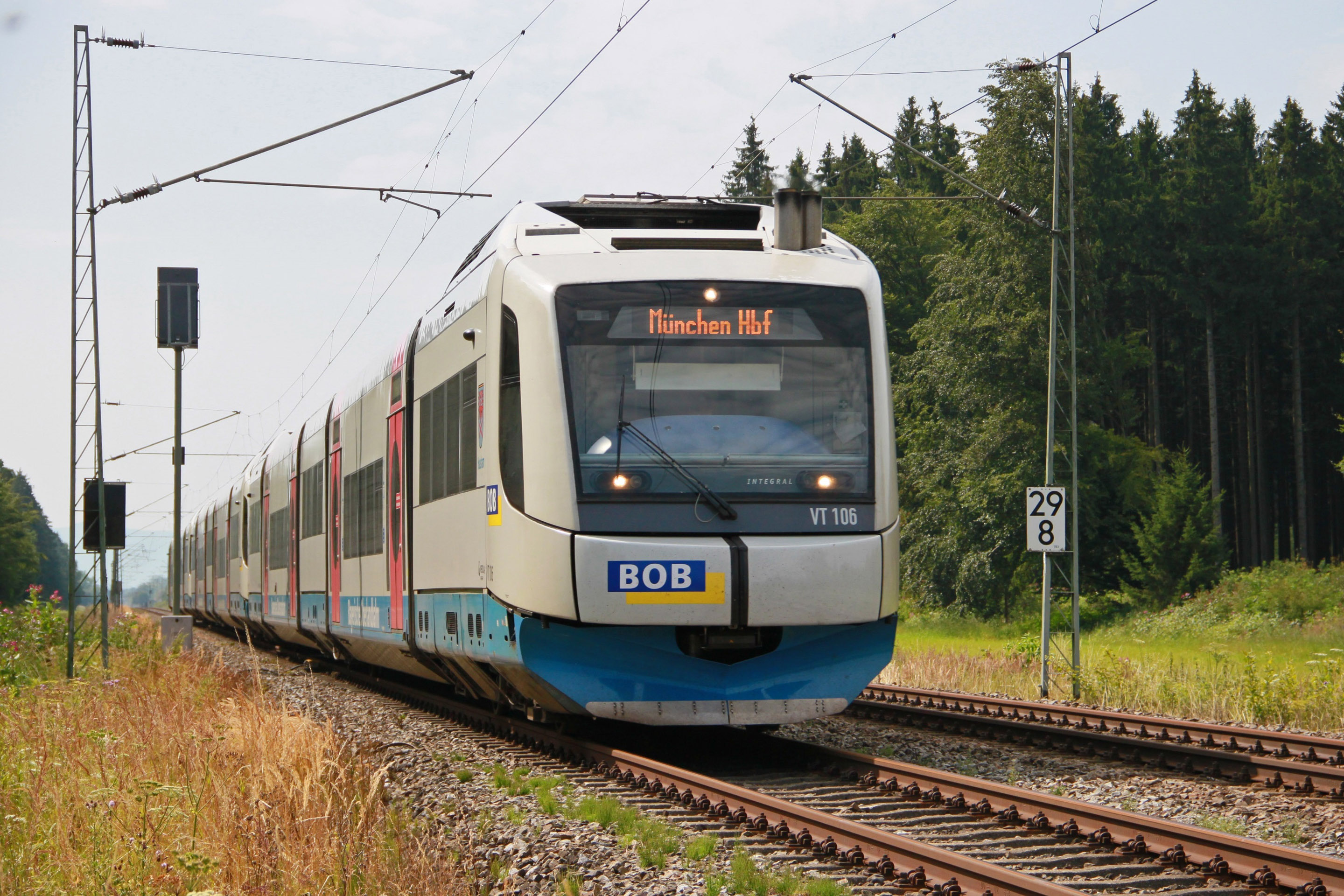
In Österreich gebauter Triebwagen

Nach Angaben des Verbandes der Bahnindustrie erwirtschaften in der Bahnindustrie in Österreich knapp 10.000 Mitarbeiter einen jährlichen Umsatz von über 3 Milliarden Euro Umsatz. Unter den Mitgliedern finden sich Tochterunternehmen internationaler Konzerne, aber auch österreichische Firmen wie zum Beispiel Innofreight Solutions, Plasser & Theurer, die Rhomberg Sersa Rail Group und Siemens Mobility.